# Центромера
Центромера је примарно сужење на хромозому које спаја сестринске хроматиде. На центромери се налази протеинска структура, кинетохор, која се формира на почетку митозе и има улогу да веже хромозом за деобно вретено. Она усмерава кретање хромозома за време деобе пошто се за њу везују конци деобног вретена.
У анафази митозе (мејозе II) се уздужно дели, чиме се сестринске хроматиде раздвајају (сада су то нови хромозоми) и одлазе на супротне полове ћелије. Захваљујући томе новонастале, кћерке ћелије, добијају међусобно исте гене и истовремено и исте гене као мајка ћелија од које су деобом настале. Неправилна, попречна подела центромера доводи до дупликација и делеција (то су врсте структурних аберација хромозома).
Центромера дели хромозом на два крака:
- кратки крак (обележава се према међународном договору са р) је део хромозома изнад центромере;
- дуги крак (обележен са q) се налази испод центромере.

## Типови хромозома
Према положају центромере разликују се типови хромозома:
- метацентричан, ако се центромера налази на средини хромозома па су његови краци једнаке дужине р=q);
- субметацентричан, код кога је центромера ближа једном крају хромозома (р < q);
- акроцентричан, код кога је центромера сасвим близу једног краја хромозома;
- телоцентричан, код кога је центромера на самом крају хромозома тако да он има само један крак; не постоји у хуманом кариотипу.